# Valerian Fundgrube
Die Valerian Fundgrube war ein Bergwerk hauptsächlich auf Silber am Hinteren Rabenberg im Bergamtrevier Johanngeorgenstadt im westlichen Erzgebirge auf der Flur der heutigen Gemeinde Breitenbrunn/Erzgeb.

## Geschichte
Das im 18. Jahrhundert gemutete Bergwerk wurde im Jahre 1818 gemeinsam mit der Dorothea Fundgrube, der Regina Fundgrube und Maßen, der Osterfreude Fundgrube und der Karl Fundgrube an den Johanngeorgenstädter Schichtmeister Gottlob Traugott Gündel (1775–1843) verliehen. Fortan führte dieses bergmännische Unternehmen nur noch den Namen Valerian Fundgrube. Um 1870 verfasste der Johanngeorgenstädter Berggeschworene William Tröger ein Gutachten über die Wertlosigkeit der Valerian Fundgrube am Hinteren Rabenberg.
Im Jahre 1884/8 wurde das Huthaus der Fundgrube Valerian abgerissen.
Der Restaurateur Carl Adolph Donath in Dresden gab das ihm verliehene Bergbaurecht der „Valerian Fundgrube am Rabenberge bei Johanngeorgenstadt“ 1893 endgültig auf.
Nach dem Zweiten Weltkrieg wältigte die Wismut AG die alten Grubenbaue wieder auf und betrieb hier die Schachtverwaltung 253.